# (385695) Clete
(385695) Clete es un cuerpo menor que forma parte de los centauros, descubierto el 8 de octubre de 2005 por Chadwick Trujillo y el también astrónomo Scott S. Sheppard desde el Observatorio Las Campanas, Vallenar, Chile.

## Designación y nombre
Designado provisionalmente como 2005 TO74.

## Características orbitales
Clete está situado a una distancia media del Sol de 30,03 ua, pudiendo alejarse hasta 31,63 ua y acercarse hasta 28,43 ua. Su excentricidad es 0,053 y la inclinación orbital 5,260 grados. Emplea 60128 días en completar una órbita alrededor del Sol.

## Características físicas
La magnitud absoluta de Clete es 8,3.